# Raid contre Deerfield
Deuxième guerre intercoloniale
Batailles
Québec et Terre-Neuve :
- Terre-Neuve
- Saint-Jean (1re)
- Saint-Jean (2e)
- Fort Albany
- Québec

Acadie et Nouvelle-Angleterre :
- Côte nord-est
- Deerfield
- Grand Pré
- Port-Royal (1er)
- Haverhill
- Port-Royal (2e)
- Bloody Creek

Caroline et Floride :
- Flint River
- St. Augustine
- Apalache
- Charles Town
- Pensacola

Le raid contre Deerfield est un évènement de la deuxième guerre intercoloniale en 1704, dans le cadre de la guerre de Succession d'Espagne,,.

## L'annonce du conflit

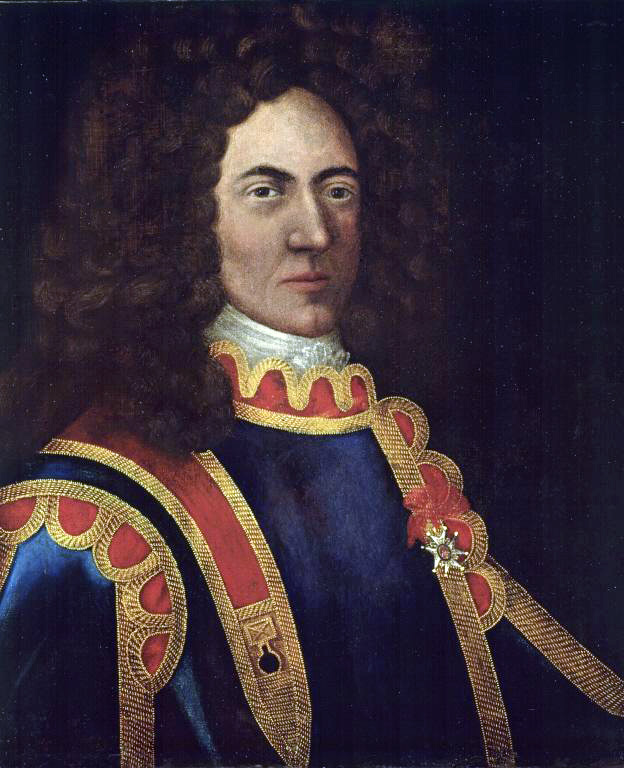
Jean-Baptiste Hertel de Rouville

En 1702, la reine Anne d'Angleterre déclare la guerre à son cousin le roi Louis XIV. Aussitôt, l'ordre de bataille est donné et des dépêches annonçant le début des hostilités sont expédiées aux gouverneurs de la Nouvelle-France et de la Nouvelle-Angleterre.
Six semaines plus tard arrive à Québec le bateau portant la nouvelle de l'état de guerre. Le gouverneur Vaudreuil fait venir au Château Saint-Louis le seigneur de Rouville, Jean-Baptiste Hertel, et lui confie une mission périlleuse. Craignant une attaque des Anglais et des Iroquois, Vaudreuil commande à Hertel de saccager les bourgades fortifiées qui défendent la frontière nord de la Nouvelle-Angleterre.
À trente-cinq ans, Jean-Baptiste Hertel est dans la force de l'âge. Son père François « le héros » lui avait appris, ainsi qu'à ses frères, la façon de se battre selon les stratèges autochtones : comment utiliser le camouflage pour se rendre invisible, comment s'approcher de l'ennemi sans faire de bruit, étrangler une sentinelle avant qu'elle ne donne l'alarme, envahir un établissement ennemi dans le silence de la nuit, figer le sang de l'adversaire par des cris de guerre. Hertel savait également comment mener les autochtones, les faire obéir aux commandes et obtenir leur respect.
La première cible à neutraliser serait le village fortifié de Deerfield, dans le Massachusetts. Hertel se prépare à partir : il rassemble cinquante soldats français et deux cent cinquante Abénaquis qui formeront sa compagnie. Les Abénaquis sont des combattants redoutables tout comme leurs ennemis jurés, les Iroquois. Mais afin de conserver l'amitié et l'alliance des Abénaquis, les Français doivent les tenir occupés. Durant l'hiver 1704, les français utilisent donc les Abénaquis pour mettre à sac une bourgade anglaise avec la possibilité de ramener des otages à rançonner.
À la mi-janvier, Hertel part avec sa compagnie, apportant une provision de raquettes pour chausser d'éventuels captifs. Il quitte les bords du Saint-Laurent et se dirige vers le sud. À Sorel, la troupe s'engage sur la rivière Richelieu, traverse les glaces du lac Champlain, pique vers l'est à hauteur de ce qui deviendra plus tard Burlington, passe les Montagnes Vertes par la rivière Winooski, rejoint et descend la  rivière White jusqu'à la rivière Connecticut (aujourd'hui White River Junction) et arrive, fin février, aux abords de Deerfield.

## La prise de Deerfield
Dans la froide grisaille des petites heures du matin du 29 février 1704 (fusils, tomahawks, brandons enflammés à la main et poussant des cris de guerre) les Français et leurs allies franchissent la palissade et envahissent le village endormi. Les habitants de Deerfield empoignent tardivement leurs armes, quarante-neuf sont tués sur le champ. Les maisons du cœur du village sont mises à feu. Pris de panique, cent dix hommes, femmes et enfants apeurés, terrifiés sont entassés dans la meeting house. Vivement, Hertel sort les captifs hors du village et les amène jusqu'à son campement de la veille. À peine quelques heures de repos et Français, autochtones et captifs chaussent les raquettes et repartent, par petites bandes, en direction du Canada. Une femme enceinte, incapable de suivre, est tuée d'un coup de tomahawk. En revanche, les Abénaquis prennent soin des enfants; ils les traînent en toboggans improvisés, partagent avec eux leurs maigres rations et leur réservent les meilleurs morceaux de gibier pris à la chasse.
De retour au Canada, près de Chambly, soldats français et guerriers abénaquis se séparent. Les Blancs se hâtent de rejoindre leur famille et les Abénaquis se dirigent vers leur territoire. Tous les captifs ne connaissent pas le même sort. Plusieurs filles et garçons adoptés par des familles autochtones apprennent la langue abénaquise et s'assimilent rapidement à la vie tribale. Certains enfants et adultes seront « vendus » à des familles coloniales et deviennent francophones et catholiques. D'autres refusent d'abjurer la foi puritaine et sont éventuellement rançonnés, soit par leurs parents ou par le gouvernement colonial à Boston et retournent vivre en Nouvelle-Angleterre.
Un grand nombre d'otages d'origine anglo-américaine se sont ainsi établis au Canada pendant la deuxième Guerre intercoloniale qui prit fin avec le traité d'Utrecht en 1713. Certains noms de famille restèrent inchangés, tandis que d'autres ont été francisés. Aujourd'hui, on trouve presque partout au Québec des descendants de captifs originaires de Deerfield, Haverhill, Salmon Falls, Kittery, Wells, York, Rye, Saco, Scarboro, Groton, Permaquid et Worchester. Ainsi, le Québec s'est enrichi des familles Adam (Adams), Ain (Wayne), Phaneuf (Farnsworth), Chartier (Carter), Rosotty (Otis), Dubois (Wood), Stebbens (Stibbens) et de nombreuses autres.
Quant au premier seigneur de Rouville, Jean-Baptiste Hertel, il survécut pour diriger encore plusieurs expéditions punitives contre les établissements frontaliers de la Nouvelle-Angleterre. Militaire de carrière, infatigable, grand de taille et fort de tempérament, Hertel passa toute sa vie à se battre. Toutefois, il est mort dans son lit, au Cap-Breton, le 30 juin 1722, sans jamais avoir eu le temps d'habiter sa seigneurie de Rouville.

### Sources et bibliographie
- (en) Colin Gordon Calloway, After King Philip's War : Presence and Persistence in Indian New England, Hanover, NH, University Press of New England, 1997, 268 p. (ISBN 978-0-87451-819-1, OCLC 260111112, lire en ligne)
- (en) Hamilton Child, Gazetteer and Business Directory of Lamoille and Orleans Counties, Vermont, Syracuse, NY, 1883 (OCLC 7019124, lire en ligne)
- (en) Andrew Hill Clark, Acadia, the Geography of Early Nova Scotia to 1760, Madison, WI, University of Wisconsin Press, 1968 (OCLC 186629318)
- (en) Evan Haefeli et Kevin Sweeney, Captors and Captives : The 1704 French and Indian Raid on Deerfield, Amherst, MA, University of Massachusetts Press, 2003, 376 p. (ISBN 978-1-55849-503-6, OCLC 493973598)
- (en) Michael Johnson et Jonathan Smith, Indian Tribes of the New England Frontier, Oxford, Osprey Publishing, 2006, 48 p. (ISBN 978-1-84176-937-0, OCLC 255490222)
- (en) Richard Melvoin, New England Outpost : War and Society in Colonial Deerfield, New York, W.W. Norton, 1989, 456 p. (ISBN 978-0-393-02600-9, OCLC 17260551)
- Marcel Fournier, De la Nouvelle-Angleterre à la Nouvelle-France : l'histoire des captifs anglo-américains au Canada entre 1675 et 1760, Montréal, Québec, Société Généalogique Canadienne-Française, 1992, 282 p. (ISBN 2-920761-31-5)